# Hasta la vista (Hurricane-Lied)
Hasta la vista (spanisch für Bis später) ist ein serbischsprachiger Popsong, der von der serbischen Gruppe Hurricane interpretiert wurde. Mit dem Titel sollte sie Serbien beim Eurovision Song Contest 2020 in Rotterdam vertreten.

## Hintergrund und Produktion
Am 9. Januar 2020 wurde die Teilnehmerliste für die Beovizija 2020 veröffentlicht, unter denen auch die Gruppe Hurricane aufgeführt war. Am 6. Februar wurden alle Beiträge veröffentlicht. Das zweite Halbfinale der Beovizija fand am 29. Februar statt, aus welchem sich die Gruppe für das am 1. März stattfindende Finale qualifizieren konnte. Dieses gewannen sie mit der Höchstpunktzahl der Jury, sowie des Televotings.
Sanja Vučić nahm für Serbien beim Eurovision Song Contest bereits 2016 teil. Ksenija Knežević war im Jahre 2015 Begleitsängerin für ihren Vater Knez. Vučić schrieb den Titel mit Kosana Stojić. Nemanja Antonić komponierte und produzierte ihn.

## Musik und Text
Laut der Gruppe sei der musikalische Stil des Songs ungewöhnlich für den heimischen Markt. Es sei nicht einfach gewesen, etwas zu produzieren, das sowohl in die serbische als auch europäischer Matrix passe. Der Titel ist überwiegend in Serbisch. Nach dem Sieg bei der Beovizija entschied man sich, dies beizubehalten. Hasta la vista enthält außerdem einige Worte auf Spanisch sowie Englisch. Man habe sich beim Schreiben des Textes von der Terminator-Filmreihe inspirieren lassen. Das Lied beginnt mit der ersten Strophe, welche nur von Knežević und Nikolić gesungen wird. Den Pre-Chorus singt Vučić alleine, den Refrain alle zu dritt. Die zweite Strophe wird diesmal von Nikolić und Vučić gesungen, ab dem zweiten Refrain durchgehend von allen drei.

## Beim Eurovision Song Contest
Serbien hätte im zweiten Halbfinale des Eurovision Song Contest 2020 mit diesem Lied auftreten sollen. Aufgrund der fortschreitenden COVID-19-Pandemie wurde der Wettbewerb jedoch abgesagt.

## Rezeption
Milica Milosavljević von Radio-Televizija Srbije ist der Ansicht, dass Serbien im Gegensatz zu Hasta la vista in den letzten zehn Jahren kein Lied zum Eurovision Song Contest geschickt habe, das unter die Haut ging. Der Song ziehe die Aufmerksamkeit gleich auf sich und habe das „gewisse Etwas“.
Laut dem Fanblog Eurovisionary erhalte der Song seinen Charm dadurch, dass er etwas altmodisch klingt. Er sei ein guter und eingängiger Dance-Pop-Song. Die Choreografie wurde von einigen Rezensenten gelobt, aber andererseits auch als sehr chaotisch und billig gewertet. ESCXtra meinte, die Gruppe gebe ihr bestes, um den Titel nicht chaotisch erscheinen zu lassen. ESC Kompakt bewertete den Song als „Billigpop und Trash hoch 3“. Man müsse Serbien gratulieren, dass sich „Girl-Bands mit Reeperbahn-Ausstrahlung und -Outfits völlig unironisch dem nationalen Vorentscheid stellen“. Dennoch habe das Experiment, moderne und traditionelle Klänge zu verbinden, ein besseres Ergebnis erzielt, als etwa bei SUPERG!RL.

## Veröffentlichung
Am 7. Februar 2020 wurde der Song erstmals im Eigenverlag veröffentlicht. Am 27. Februar präsentierte man eine überarbeitete Version samt Musikvideo. Es entstand unter der Regie von Đorđe Obradović. Kameramann war Nikola Živić. Die Single ist seit dem 6. März erhältlich.